# 예천 동본리 삼층석탑
예천 동본리 삼층석탑(醴泉 東本里 三層石塔)은 대한민국 경상북도 예천군 예천읍 동본리에 있는 통일신라 시대의 삼층석탑이다. 1965년 7월 16일 대한민국의 보물 제426호로 지정되었다.

## 개요
탑의 전면에는 한천이 흐르고 있으며, 뒷면에는 흑응산이 위치하고 있다. 이곳은 탑과 불상이 남아있는 것으로 보아 절터였음이 분명하지만, 절 이름은 알 수 없다.
기단부(基壇部)는 윗층 기단 아래가 파묻혀 있어서, 원래 기단이 2층인지 1층이었는지 분명하지 않다. 현재는 윗면에 경사진 돌이 있고, 기단의 가운데돌을 그 위로 얹고 있다. 가운데돌은 4장의 널돌로 짰는데 각 면의 모서리마다 기둥모양을 새기고, 그 사이에 사천왕상(四天王像)을 조각해 놓았다. 사천왕은 불법을 수호하는 부처의 네 신을 뜻한다. 탑신(塔身)은 몸돌과 지붕돌을 각각 하나의 돌로 짜고, 각 층 몸돌의 네 모서리마다 기둥모양을 새겼다. 지붕돌 밑면의 받침수는 1·2층이 5단, 3층이 4단인데 1층의 몸돌이 2 ·3층보다 두드러지게 큰 점이 독특하다. 지붕돌 추녀의 밑은 반듯한데 마무리부분에서 경쾌하게 치켜올려져 있으며, 빗물을 받는 낙수면의 경사도 완만하다.
머리장식으로는 노반(露盤:머리장식받침)과 복발(覆鉢:엎어놓은 그릇모양의 장식)이 한 돌로 되어 남아있지만, 훗날에 보충한 듯 하다.
규모가 그리 크지는 않지만, 몸돌의 줄어드는 비율과 지붕돌의 크기 등에 짜임새가 있는 아름다운 탑이다. 기단의 가운데돌에 새긴 사천왕상의 조각수법도 형식화되지 않은 멋을 보여준다. 지붕돌 밑면의 받침수가 줄어들고 있는 점이나 각 부분의 아래에 새긴 괴임돌이 간략해진 점 등으로 보아 통일신라 후기에 건립된 탑으로 짐작할 수 있다.

## 참고 자료
- 예천 동본리 삼층석탑 - 국가유산청 국가유산포털